# Дюссельдорф (гау)
Гау Дюссельдорф (нем. Gau Düsseldorf) — региональное отделение НСДАП, существовавшее с 1930 по 1945 год на территории административного округа Дюссельдорф Рейнской провинции Пруссии.

## История
Нацистская система гау была первоначально создана на партийной конференции НСДАП 22 мая 1926 года с целью улучшения управления партийной структурой на территории Германии. После прихода в 1933 году национал-социалистов к власти на место немецких земель пришли гау. Первоначально регион принадлежал Гау Рур, которая первоначально возглавлялась Йозефом Геббельсом. В 1928 году он стал частью Гау Вестфалия, а в 1930 году на его территории образовалась Гау Дюссельдорф.
Во главе их встали гауляйтеры, полномочия которых значительно возросли, особенно после начала Второй мировой войны; вмешательство со стороны руководства страны практически отсутствовало. Помимо властных полномочий, гауляйтеру также принадлежали партийные, в том числе он занимался пропагандистской деятельностью и слежкой за неблагонадежными лицами, с сентября 1944 года организовывал фольксштурм и оборону гау.
Пост гауляйтера в Дюссельдорфе занимал Фридрих Карл Флориан на протяжении всей истории гау с 1930 по 1945 год. Флориан был приговорен к шести годам лишения свободы после войны из-за своего положения в НСДАП, был освобожден в 1951 году. После войны он оставался убежденным нацистом и поддерживал контакты с бывшими соратниками по партии.
Гау имела территорию размером в 2700 км² и население в 2 200 000 человек, что указано в промежуточной таблице размера и численности населения в списке гау.